# (8824) Genta
(8824) Genta – planetoida z pasa głównego asteroid okrążająca Słońce w ciągu 4 lat i 251 dni w średniej odległości 2,81 au. Została odkryta 18 stycznia 1988 roku w Kushiro przez Masanoriego Matsuyamę i Kazurō Watanabe. Nazwa planetoidy pochodzi od Genty Yamamoto (ur. 1942), japońskiego poety. Przed nadaniem nazwy planetoida nosiła oznaczenie tymczasowe (8824) 1988 BH.